# 三遊亭金馬 (2代目)
二代目 三遊亭 金馬（さんゆうてい きんば、1868年6月 - 1926年5月3日）は、落語家。本名∶碓井 米吉。

## 人物
本所亀沢町一丁目の「戸川」と言うお盆屋に奉公していたことから「お盆屋の金馬」や本名から「碓井の金馬」と呼ばれていた。
江戸の出身、10歳の頃両親の離婚で上総に住んでいたこともある。ほどなく父と死別し、その後赤羽の酒屋や本所亀沢町一丁目の「戸川」と言うお盆屋に奉公に出る、そのころから天狗連や寄席通いをするようになり、明治20年代前後に近所で公演していた奇術師萬國斎ヘイドンの門で併喜を名乗る、1890年ころに初代三遊亭圓麗の息子で当時の3代目に当たる橘家小圓太の門下で太遊を名乗る。
1895年、6年ころに二つ目昇進に伴い、三遊亭圓流に改名。1906年2月、真打昇進し、2代目三遊亭金馬襲名。両国立花家で昇進披露を行った。二つ目時代の圓流から落語研究会に抜擢され三遊派の若手で活躍、後に離脱し若手を集め三遊分派を設立、解散後地方をドサ廻りをしていたが関東大震災後三遊睦会の設立に参加。
また、初代三遊亭圓右の2代目三遊亭圓朝襲名を実現させるために奔走するなど、三遊派の復興に力を注いでいた。また「堀江六人斬り事件」で有名になった松川家妻吉や体重36貫（135㎏）あったとされる芸者旭家照吉を一座に迎え入れ活躍させるなどプロデュースにも長けた。
1925年あたりから中風で倒れて高座を離れる。1926年4月に三遊亭圓洲に3代目金馬の名跡を譲り、自身は隠居名三遊亭金翁に改名。晩年は初代柳家三語楼の身内になったり、弟子の柳家金語楼の斡旋で落語協会に入った。
墓所は青松寺、戒名は『文山闤明居士』。
得意ネタは『笑い茸』『花見酒』『おもと違い』『死神』など。

## 弟子
- 三遊亭金遊斎
- 三遊亭圓満
- 三遊亭金勝
- 三遊亭市馬
- 三遊亭金魚
- 柳家金語楼
- 三遊亭かん馬
- 三遊亭金糸
- 三遊亭金駒
- 三遊亭一朝
- 三遊亭金兵衛
- 7代目雷門助六
- 三遊亭金橋